# Tomblaine
Ne doit pas être confondu avec Tombelaine.
Tomblaine est une commune française située dans le département de Meurthe-et-Moselle en région Grand Est.
Ses habitants sont appelés les Tomblainois.

## Géographie

### Localisation
Tomblaine est située au nord-est de la France, dans la banlieue Est de Nancy. La commune est séparée de la ville de Nancy par la Meurthe. Les deux villes sont reliées par deux principaux ponts. 
Elle fait partie de la Métropole du Grand Nancy aux côtés de 19 autres communes de l'agglomération.
Pour des raisons de statistiques et de recensement de la population, la commune de Tomblaine est découpée par l'INSEE en trois quartiers qui sont : 
- Centre-Ville Picot ;
- Ensanges Orée du Bois Sainte-Marguerite ;
- Paix Jartom.

### Communes limitrophes
Elle est bordée au nord par les communes de Saint-Max et Essey-lès-Nancy, au sud par Jarville-la-Malgrange, Laneuveville-devant-Nancy et Art-sur-Meurthe et à l'est par Saulxures-lès-Nancy.
| Saint-Max             | Saint-Max             | Essey-lès-Nancy           |
| Nancy                 | Tomblaine             | Saulxures-lès-Nancy       |
| Jarville-la-Malgrange | Jarville-la-Malgrange | Laneuveville-devant-Nancy |

### Espace naturel

#### Les îles du Foulon et de l'Encensoir
Les îles du Foulon sont un milieu naturel protégé (ZNIEFF 410030376) constitué de bois et de prairies, entourés par la Meurthe. L'île abrite de nombreux animaux comme le renard, le castor, le cygne, le chevreuil, etc.

### Hydrographie
La commune est dans le bassin versant du Rhin au sein du bassin Rhin-Meuse. Elle est drainée par la Meurthe, le ruisseau de Gremillon et le ruisseau du Vieux Moulin,.
La Meurthe, d'une longueur de 161 km, prend sa source dans la commune du Valtin et se jette  dans la Moselle à Pompey, après avoir traversé 53 communes. Les caractéristiques hydrologiques de la Meurthe sont données par la station hydrologique située sur la commune de Laneuveville-devant-Nancy. Le débit moyen mensuel est de 35,5 m3/s. Le débit moyen journalier maximum est de 689 m3/s, atteint lors de la crue du 4 octobre 2006. Le débit instantané maximal est quant à lui de 779 m3/s, atteint le même jour.

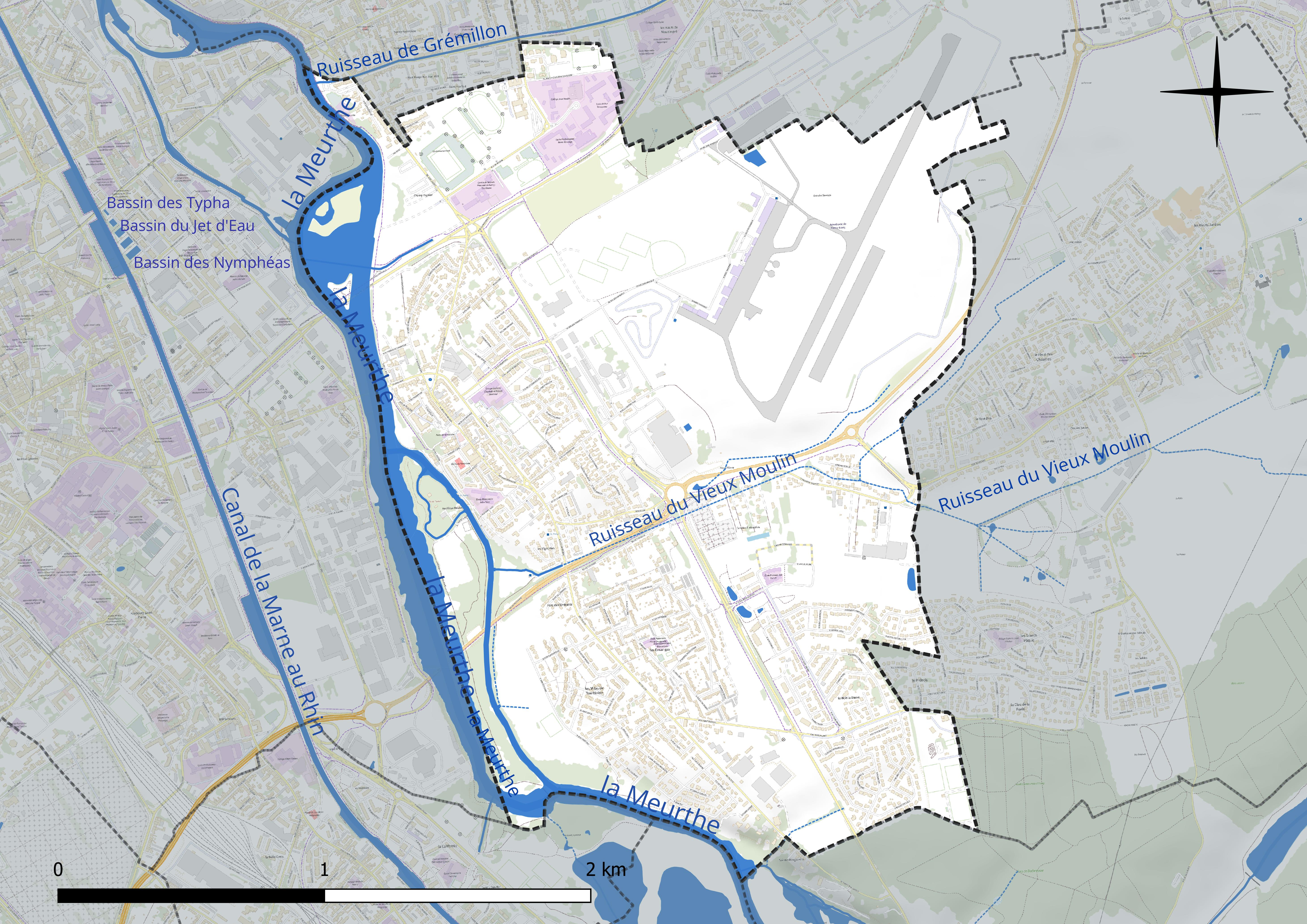
Réseau hydrographique de Tomblaine.

### Climat
Pour des articles plus généraux, voir Climat du Grand Est et Climat de Meurthe-et-Moselle.
En 2010, le climat de la commune est de type climat océanique dégradé des plaines du Centre et du Nord, selon une étude du Centre national de la recherche scientifique s'appuyant sur une série de données couvrant la période 1971-2000. En 2020, Météo-France publie une typologie des climats de la France métropolitaine dans laquelle la commune est exposée à un climat semi-continental et est dans la région climatique  Lorraine, plateau de Langres, Morvan, caractérisée par un hiver rude (1,5 °C), des vents modérés et des brouillards fréquents en automne et hiver. 
Pour la période 1971-2000, la température annuelle moyenne est de 9,9 °C, avec une amplitude thermique annuelle de 16,9 °C. Le cumul annuel moyen de précipitations est de 762 mm, avec 11,7 jours de précipitations en janvier et 9,2 jours en juillet. Pour la période 1991-2020, la température moyenne annuelle observée sur la station météorologique installée sur la commune est de 11,0 °C et le cumul annuel moyen de précipitations est de 746,3 mm. 
La température maximale relevée sur cette station est de 40,1 °C, atteinte le 24 juillet 2019 ; la température minimale est de −24,8 °C, atteinte le 21 février 1956,,. 
| Mois                                  | jan.             | fév.             | mars             | avril           | mai             | juin           | jui.          | août           | sep.            | oct.            | nov.             | déc.             | année      |
| ------------------------------------- | ---------------- | ---------------- | ---------------- | --------------- | --------------- | -------------- | ------------- | -------------- | --------------- | --------------- | ---------------- | ---------------- | ---------- |
| Température minimale moyenne (°C)     | −0,2             | 0                | 2,1              | 4,5             | 8,7             | 12,2           | 14,2          | 13,9           | 10,2            | 7,1             | 3,4              | 1                | 6,4        |
| Température moyenne (°C)              | 2,6              | 3,5              | 6,9              | 10,2            | 14,2            | 17,9           | 20            | 19,6           | 15,6            | 11,3            | 6,4              | 3,5              | 11         |
| Température maximale moyenne (°C)     | 5,4              | 7,1              | 11,6             | 15,8            | 19,8            | 23,5           | 25,8          | 25,4           | 20,9            | 15,5            | 9,4              | 6                | 15,5       |
| Record de froid (°C) date du record   | −21,6 13.01.1968 | −24,8 21.02.1956 | −15,9 04.03.1965 | −6,8 02.04.1958 | −4,2 03.05.1960 | 1,6 05.06.1953 | 2 01.07.1962  | 2,8 26.08.1966 | −1,3 24.09.1948 | −7,9 27.10.1950 | −12,7 23.11.1998 | −21,3 30.12.1939 | −24,8 1956 |
| Record de chaleur (°C) date du record | 16,8 05.01.1999  | 20,8 27.02.19    | 26 31.03.21      | 29,3 18.04.1949 | 33 28.05.17     | 37,2 26.06.19  | 40,1 24.07.19 | 39,3 08.08.03  | 34,4 15.09.20   | 27,6 13.10.23   | 22,7 02.11.20    | 18,5 16.12.1989  | 40,1 2019  |
| Ensoleillement (h)                    | 524              | 801              | 1 396            | 1 812           | 2 056           | 2 235          | 2 348         | 2 194          | 1 719           | 1 046           | 521              | 432              | 17 083     |
| Précipitations (mm)                   | 64,4             | 54,8             | 54,1             | 44,3            | 67,9            | 56             | 63            | 67,2           | 61,1            | 66,5            | 68,9             | 78,1             | 746,3      |

| Diagramme climatique                                  |          |             |             |             |            |            |              |              |             |            |        |
| J                                                     | F        | M           | A           | M           | J          | J          | A            | S            | O           | N          | D      |
| 5,4−0,264,4                                           | 7,1054,8 | 11,62,154,1 | 15,84,544,3 | 19,88,767,9 | 23,512,256 | 25,814,263 | 25,413,967,2 | 20,910,261,1 | 15,57,166,5 | 9,43,468,9 | 6178,1 |
| Moyennes : • Temp. maxi et mini °C • Précipitation mm |          |             |             |             |            |            |              |              |             |            |        |

Les paramètres climatiques de la commune ont été estimés pour le milieu du siècle (2041-2070) selon différents scénarios d'émission de gaz à effet de serre à partir des nouvelles projections climatiques de référence DRIAS-2020. Ils sont consultables sur un site dédié publié par Météo-France en novembre 2022.

## Urbanisme

### Typologie
Au 1er janvier 2024, Tomblaine est catégorisée grand centre urbain, selon la nouvelle grille communale de densité à sept niveaux définie par l'Insee en 2022.
Elle appartient à l'unité urbaine de Nancy, une agglomération intra-départementale regroupant 28  communes, dont elle est une commune de la banlieue,,. Par ailleurs la commune fait partie de l'aire d'attraction de Nancy, dont elle est une commune du pôle principal,. Cette aire, qui regroupe 353 communes, est catégorisée dans les aires de 200 000 à moins de 700 000 habitants,.

### Occupation des sols

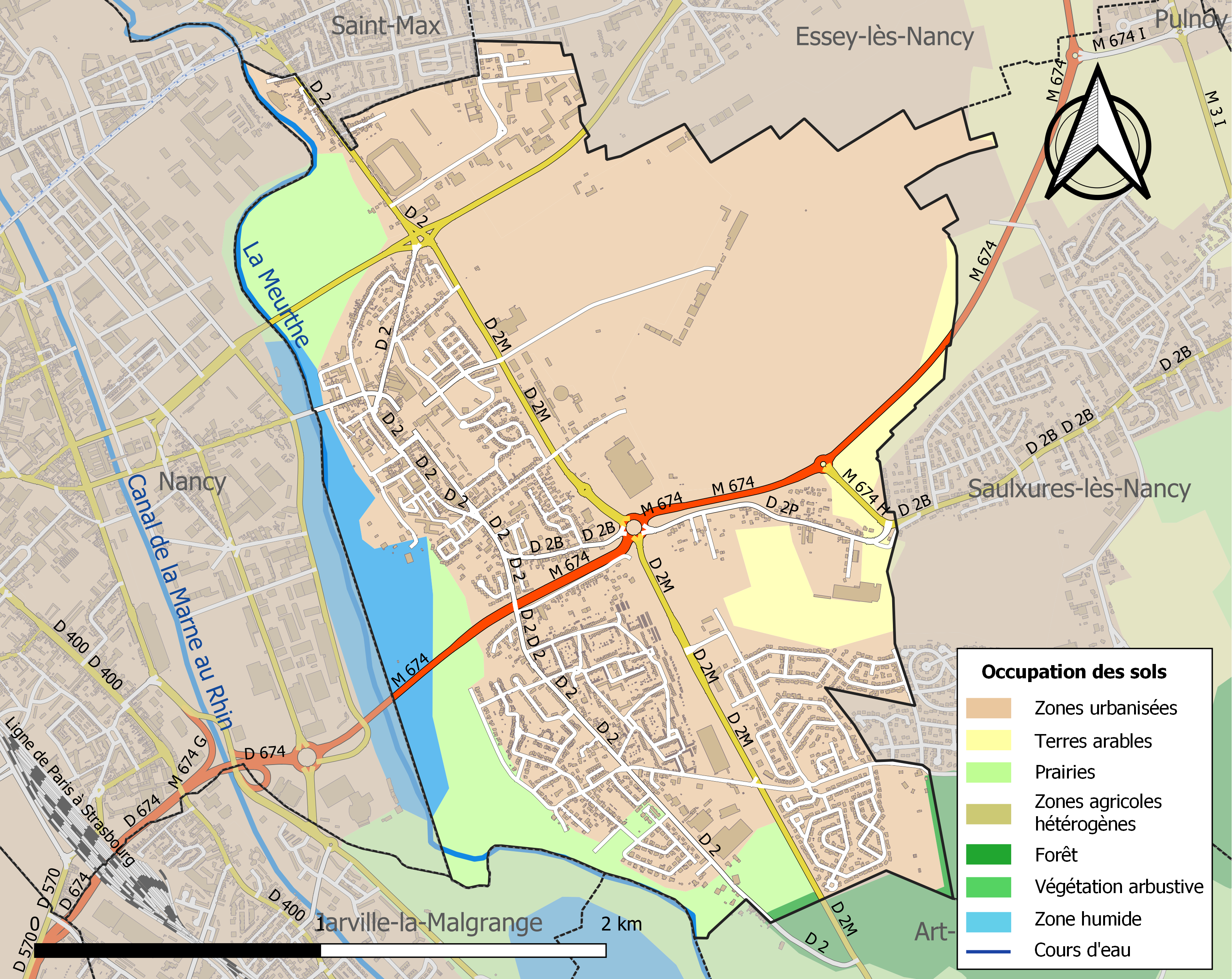
Carte des infrastructures et de l'occupation des sols de la commune en 2018 (CLC).

L'occupation des sols de la commune, telle qu'elle ressort de la base de données européenne d’occupation biophysique des sols Corine Land Cover (CLC), est marquée par l'importance des territoires artificialisés (79,6 % en 2018), en augmentation par rapport à 1990 (70,5 %). La répartition détaillée en 2018 est la suivante : zones urbanisées (44,3 %), zones industrielles ou commerciales et réseaux de communication (23 %), espaces verts artificialisés, non agricoles (12,3 %), prairies (11 %), terres arables (4,7 %), eaux continentales (4,4 %), forêts (0,3 %). L'évolution de l’occupation des sols de la commune et de ses infrastructures peut être observée sur les différentes représentations cartographiques du territoire : la carte de Cassini (XVIIIe siècle), la carte d'état-major (1820-1866) et les cartes ou photos aériennes de l'IGN pour la période actuelle (1950 à aujourd'hui).

### Établissements scolaires
- École Jules Ferry
- École Badinter
- École Pierre Brossolette
- École Job Durupt
- Collège Jean Moulin
- Lycée Arthur Varoquaux
- Lycée Marie Marvingt

### Voies de communication et transports

#### Transports en commun
Tomblaine est reliée au Grand Nancy grâce aux lignes du réseau de transport de l'agglomération nancéienne appelé Réseau Stan :
- Tempo 3 : Seichamps Haie Cerlin - Villers Campus Sciences
- Ligne 11 : Saulxures Lorraine / Tomblaine Maria Deraismes - Vandœuvre Roberval / Nancy Artem
- Ligne 15 : Essey Porte Verte - Malzéville Savlons
- Ligne 20 : Art-sur-Meurthe - Nancy Gare
- Ligne 22 : Essey Porte Verte - St Max Gérard Barrois
- Ligne 58 (scolaire) : Dommartemont Collège R. Nicklès - Tomblaine Groupe Scolaire
- Ligne 59 (scolaire) : Saulxures Centre - Tomblaine Groupe Scolaire
- Ligne 60 (scolaire) : Art-sur-Meurthe - Tomblaine Groupe Scolaire
- Ligne 61 (scolaire) : Art-sur-Meurthe Bosserville - Nancy Gare

## Toponymie

### Anciennes mentions
Tombelennes (1228), Tombeleine (1258), Tombelaines (1273), Tombellum (1386), Tombellaine (1402), Tombelaine (1522), Tumba Alanorum (1525), Thombelaine (1536), Tomblaine-aux-Oies (1779).

### Étymologie
Différentes thèses fantaisistes ont été avancées par le passé :
- Le peuple barbare, les Alains, aurait été mis en pièces par les Romains sur ce lieu d'où le nom donné au lieu du combat : Tumulus Alanorum (« Tombeau des Alains »).
- Le nom du village en langue gauloise signifierait « lieu élevé situé près d'un marais ou d'un réservoir d'eau » :
  - tom « digue, boue, limon » ;
  - blaen ou blen : « frontière, lieu élevé ».

En réalité, ces mots gaulois n'existent pas,.
En outre, le nom est attesté sous la forme Tombellennes en 1228, molendinum de Tombelennes, même date (VTF 788).
Les toponymistes s'accordent pour considérer le type toponymique Tombelaine, Tomblaine comme dérivé d'une racine *tum- ou *tumb- > tombe au sens de « tumulus, butte ». 
- François de Beaurepaire établit un parallèle entre l'ancien nom du Mont-Saint-Michel (Tumba 850) et l'îlot contigu de Tombelaine[23]. Il montre qu'il s'agit, selon toute vraisemblance, d'un dérivé du mot tumba (« tombe »), au sens de « tumulus », par extension « cimetière, sépulture »[23]. Tomb-laine procède d'une forme Tumb-ell-ana[23].
- Ernest Nègre[22] écrit « probablement oïl tombe « tumulus, butte » + double suffixe -ellaine, comme dans chast-elaine ».
- Albert Dauzat et Charles Rostaing analysent différemment le suffixe dérivatif : tumb-elina[21].

Le terme d'oïl tombe « tumulus, butte » serait issu du celtique (gaulois) hypothétique *tumbos « tertre, élévation, mont » et est attesté par le moyen irlandais tomm « petite colline » et le moyen gallois tom « élévation, tertre ». Il remonte ultimement à une racine indo-européenne *tum- « tertre, monticule »,, dont la racine étendue *tum-bʰ- a donné le celtique (gaulois) *tumbos et une autre racine étendue *tum-o-ló-s qui a abouti au latin tumulus. 
Formations homonymes : Tombelaine, hameau à Sainte-Marie-aux-Anglais (Calvados), Tomblaine, un lieu-dit à Feugères (Manche) et Tomblaine, ancien nom d'un lieu à Chartres.

## Histoire
L'histoire du site de Tomblaine remonte au moins à 500 ans avant Jésus-Christ.
Présence gallo-romaine.
Au XVIIe siècle, guerres et famines semblent avoir été le lot de Tomblaine. En 1780, le château de Tomblaine appartient au seigneur Cerf Beer.
La ville a été détruite en 1944 par les Allemands.

### Le pont de Tomblaine
Depuis 1540 environ, un bac assurait la traversée de Tomblaine à Nancy. Au début du XIXe siècle, celui-ci franchissait la rivière en amont d'une baignade fort prisée des Nancéiens. Le nombre restreint de ponts sur la  Meurthe se faisant sentir, monsieur le baron Buquet, qui deviendra maire de Nancy sous le Second Empire, entreprend à ses frais la construction du pont de Tomblaine. Les travaux commencent le 1er février 1842 et la première pierre est posée par Mlle Marie Buquet le 2 juillet 1842. Les travaux furent conduits par A.-F. Solet, entrepreneur à Nancy, et les ingénieurs J. Jaquiné et Charles Duhoux. Le pont est ouvert en octobre de la même année et sera à péage jusqu'en 1896, date à laquelle il est racheté par la ville de Nancy.
Il semblerait que le pont ait subi des dommages pendant la Seconde Guerre mondiale, une arche aurait été détruite.

### Le pont du Millénaire
Le pont du Millénaire situé à Tomblaine rejoint Nancy et Jarville en traversant la Meurthe tout en passant au-dessus de l’île du Foulon. C’est un pont mixte acier-béton armé long de 700 m.

## Politique et administration

### Liste des maires
| Période                                  | Période                         | Identité                   | Étiquette   | Qualité |
| ---------------------------------------- | ------------------------------- | -------------------------- | ----------- | --- |
| Les données manquantes sont à compléter. |                                 |                            |             | |
| 1881                                     | 1900                            | Charles Louis              |             | |
| 1900                                     | 1904                            | Jules Martin               |             | |
| 1904                                     | 1929                            | Louis Michel               | RG PRDS     | Agriculteur Sénateur de Meurthe-et-Moselle (1920 → 1936) |
| 1929                                     | 1935                            | Edmond Pontas              | Soc.        | |
| 1935                                     | 1941                            | L. André Braun             |             | |
| 1941                                     | 1944                            | Paul Hommell               |             | |
| 1945                                     | 1946                            | Edmond Pontais             |             | |
| février 1946                             | octobre 1968                    | René Herbuvaux (1899-1968) | SFIO        | Comptable, ancien résistant Adjoint au maire (1945 → 1946) Décédé en fonction |
| 1968                                     | mars 1971                       | Louis Jentzer              | CNI         | |
| mars 1971                                | mars 2001                       | Job Durupt                 | PS puis MDC | Architecte Député de Meurthe-et-Moselle (1981 → 1988) Conseiller général de Saint-Max (1973 → 1982) |
| mars 2001                                | En cours (au 30 septembre 2024) | Hervé Féron                | PS          | Homme de lettres et artiste Député de Meurthe-et-Moselle (2e circ.) (2007 → 2017) Conseiller général de Tomblaine (1998 → 2007) Vice-président de la Métropole du Grand Nancy (2020 → 2024) Réélu pour le mandat 2020-2026 Démissionnaire |

En mai 2024, Hervé Féron annonce sa démission de maire, estimant que sa commune est "maltraitée" par l'État et la Métropole du Grand Nancy, dont il est l'un des vice-présidents, sur la question des migrants et des gens du voyage. À la suite de l'élection municipale partielle organisée le 22 septembre 2024, Hervé Féron est réélu avec 1 530 voix et 100 % des suffrages exprimés mais avec un taux de participation (26,02 %) très faible.
Il est officiellement reconduit dans ses fonctions le 30 septembre 2024.

### Jumelages
| Ville | Ville     | Pays | Pays      | Période     |
| ----- | --------- | ---- | --------- | ----------- |
|       | Hasbergen |      | Allemagne | depuis 1987 |

## Démographie
L'évolution du nombre d'habitants est connue à travers les recensements de la population effectués dans la commune depuis 1793. Pour les communes de moins de 10 000 habitants, une enquête de recensement portant sur toute la population est réalisée tous les cinq ans, les populations de référence des années intermédiaires étant quant à elles estimées par interpolation ou extrapolation. Pour la commune, le premier recensement exhaustif entrant dans le cadre du nouveau dispositif a été réalisé en 2004.

En 2022, la commune comptait 9 040 habitants, en évolution de +1,6 % par rapport à 2016 (Meurthe-et-Moselle : −0,13 %, France hors Mayotte : +2,11 %).
| 1793 | 1800 | 1806 | 1821 | 1831 | 1836 | 1841 | 1846 | 1851 |
| ---- | ---- | ---- | ---- | ---- | ---- | ---- | ---- | ---- |
| 478  | 397  | 448  | 521  | 560  | 600  | 590  | 651  | 670  |

| 1856 | 1861 | 1872 | 1876 | 1881 | 1886  | 1891  | 1896  | 1901  |
| ---- | ---- | ---- | ---- | ---- | ----- | ----- | ----- | ----- |
| 573  | 600  | 681  | 830  | 959  | 1 047 | 1 086 | 1 209 | 1 240 |

| 1906  | 1911  | 1921  | 1926  | 1931  | 1936  | 1946  | 1954  | 1962  |
| ----- | ----- | ----- | ----- | ----- | ----- | ----- | ----- | ----- |
| 1 414 | 1 620 | 1 623 | 2 289 | 2 376 | 2 911 | 2 397 | 2 778 | 5 247 |

| 1968  | 1975  | 1982  | 1990  | 1999  | 2004  | 2006  | 2009  | 2014  |
| ----- | ----- | ----- | ----- | ----- | ----- | ----- | ----- | ----- |
| 6 617 | 8 285 | 7 828 | 7 956 | 7 853 | 7 717 | 7 671 | 7 666 | 8 242 |

| 2019  | 2022  | - | - | - | - | - | - | - |
| ----- | ----- | - | - | - | - | - | - | - |
| 8 856 | 9 040 | - | - | - | - | - | - | - |

## Culture locale et patrimoine

### Sports
Le stade Marcel-Picot, fief du dernier-né des clubs nancéiens : l’AS Nancy-Lorraine, est situé sur la commune de Tomblaine. Il a accueilli entre autres le jubilé de Michel Platini, le 23 mai 1988.
Le 7 juillet 2012, la ville a été le départ de la 7e étape du Tour de France, laquelle a vu le britannique Christopher Froome s'imposer au sommet de la Planche des Belles Filles dans le massif des Vosges. Le 12 juillet 2014, la ville a été le départ de la 8e étape du Tour de France. Le 8 juillet 2022, elle a été le départ de la 4e étape du tour de France 2022 qui a encore une fois fini au sommet de la Planche des Belles Filles, et a été remportée par Tadej Pogačar.
La Maison régionale des sports se situant à Tomblaine au 13 rue Jean-Moulin, la plupart des comités régionaux sportifs sont domiciliés à Tomblaine.

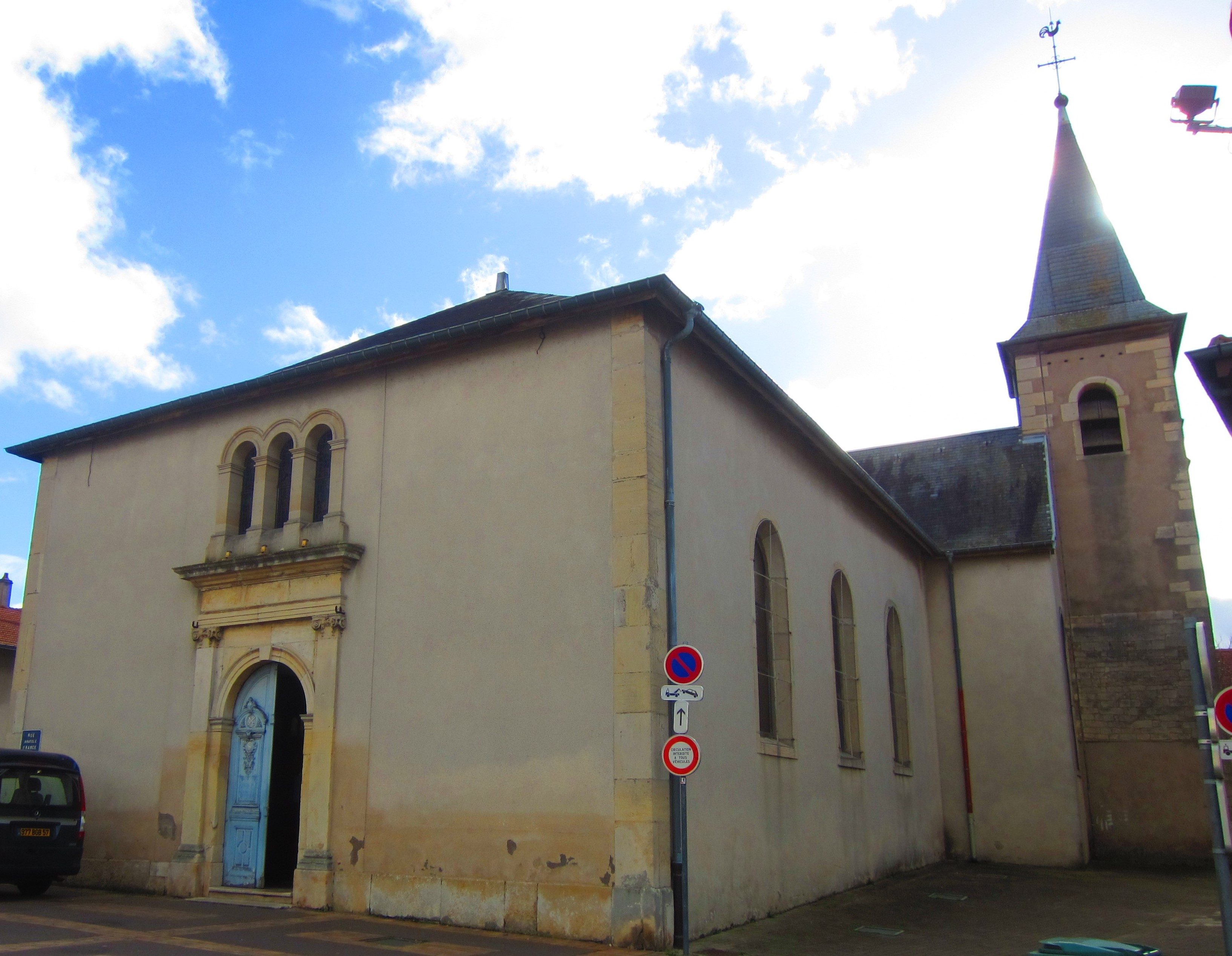
Église Saint-Pierre.

### Lieux et monuments

#### Édifice religieux
- Église Saint-Pierre, reconstruite après 1945. Ont été conservés le premier niveau de la tour romane et le portail datant du XVIIIe.

#### Édifices civils

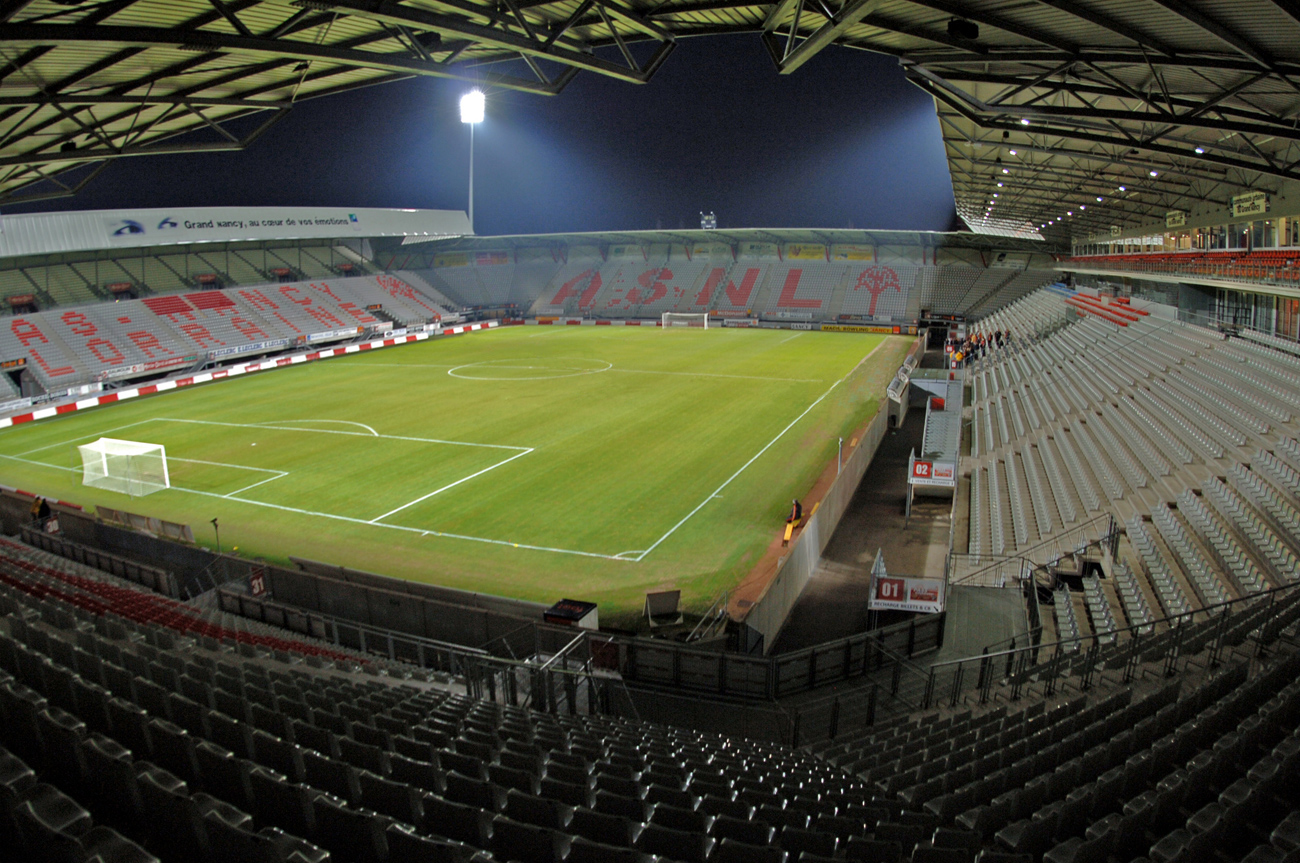
Stade Marcel-Picot.

- Stade Marcel-Picot
- Aérodrome d'affaires de Nancy
- Pont de la Concorde
- Passerelle de la Méchelle
- Piscine du Lido[39]Stade Marcel-Picot.
- Maison régionale des sports[38]
- Espace Jean-Jaurès[40] et la place des Arts[41].

### Personnalités liées à la commune
- Gérard Lignac (1928-2017), directeur de groupe de presse, né à Tomblaine.
- Dany Snobeck, pilote automobile en rallye et en  circuit, né en 1946 à Tomblaine.

### Héraldique

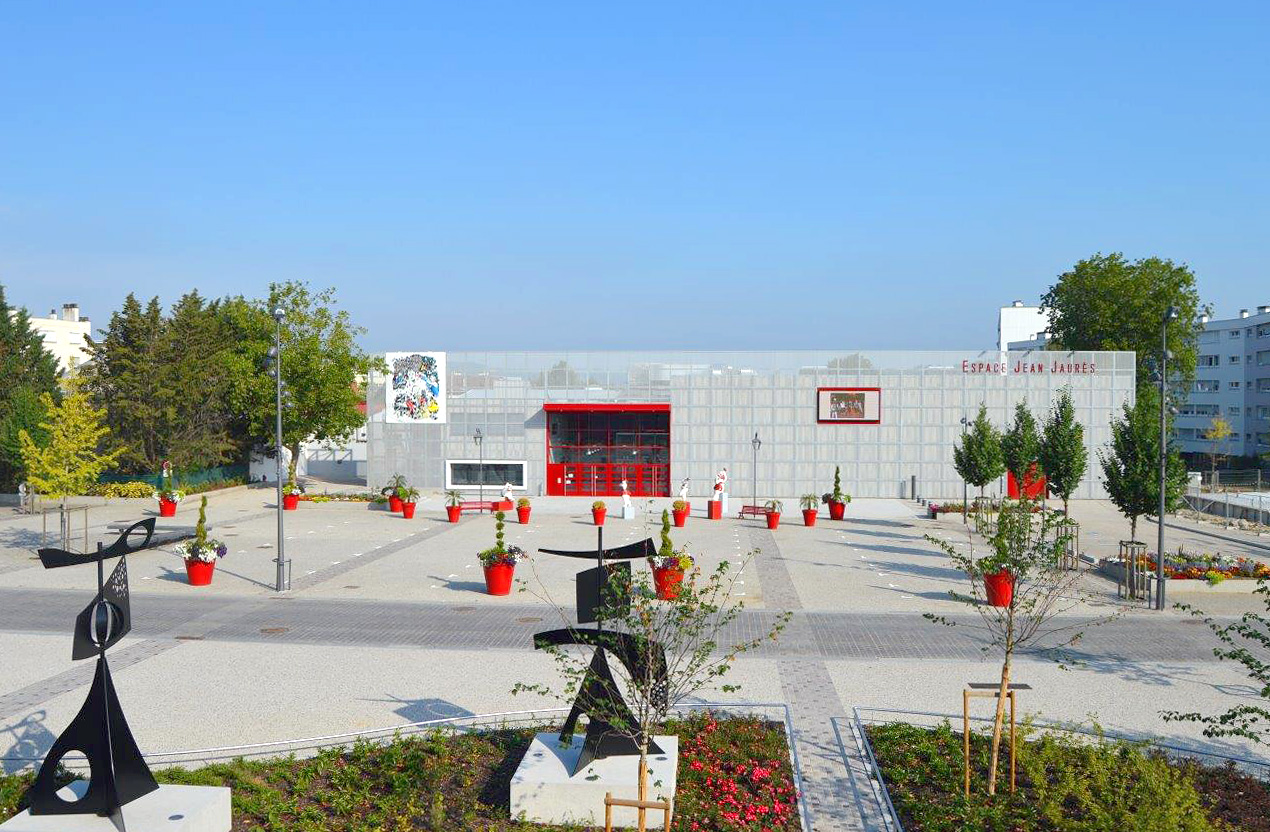
Place des Arts.

| Blason | Blasonnement : D'argent à la bande d'azur, au bonnet phrygien contourné brochant de gueules, chargé d'une bande du champ continuant la bande d'azur, cocardé aussi d'azur, aux deux filets ondés du même côtoyant la bande et brochant sur le tout. Commentaires : Adopté en 1969, le blason de la ville de Tomblaine est créé par Felix Engel. Il marque son caractère républicain avec le bonnet phrygien et affiche les couleurs du drapeau français. Les deux filets ondés représentent la Meurthe et la Moselle. |

### Ville Amie des Enfants
La ville de Tomblaine est membre du réseau Ville Amie des Enfants depuis 2005.